# Kanton Montpellier-8
Kanton Montpellier-8 (francouzsky Canton de Montpellier-8) je francouzský kanton v departementu Hérault v regionu Languedoc-Roussillon. Tvoří ho tři obce.

## Obce kantonu
- Lavérune
- Montpellier (část)
- Saint-Jean-de-Védas

Z města Montpellier se v kantonu nacházejí městské čtvrti Val-de-Crozes, Montpellier-Village, Les Bouisses, Figuerolles, Cité Gély, Font Carrade, Cité Paul Valéry, Pas du Loup, La Chamberte, Estanove a Ovalie.